# Aaron Scott (Rennfahrer)

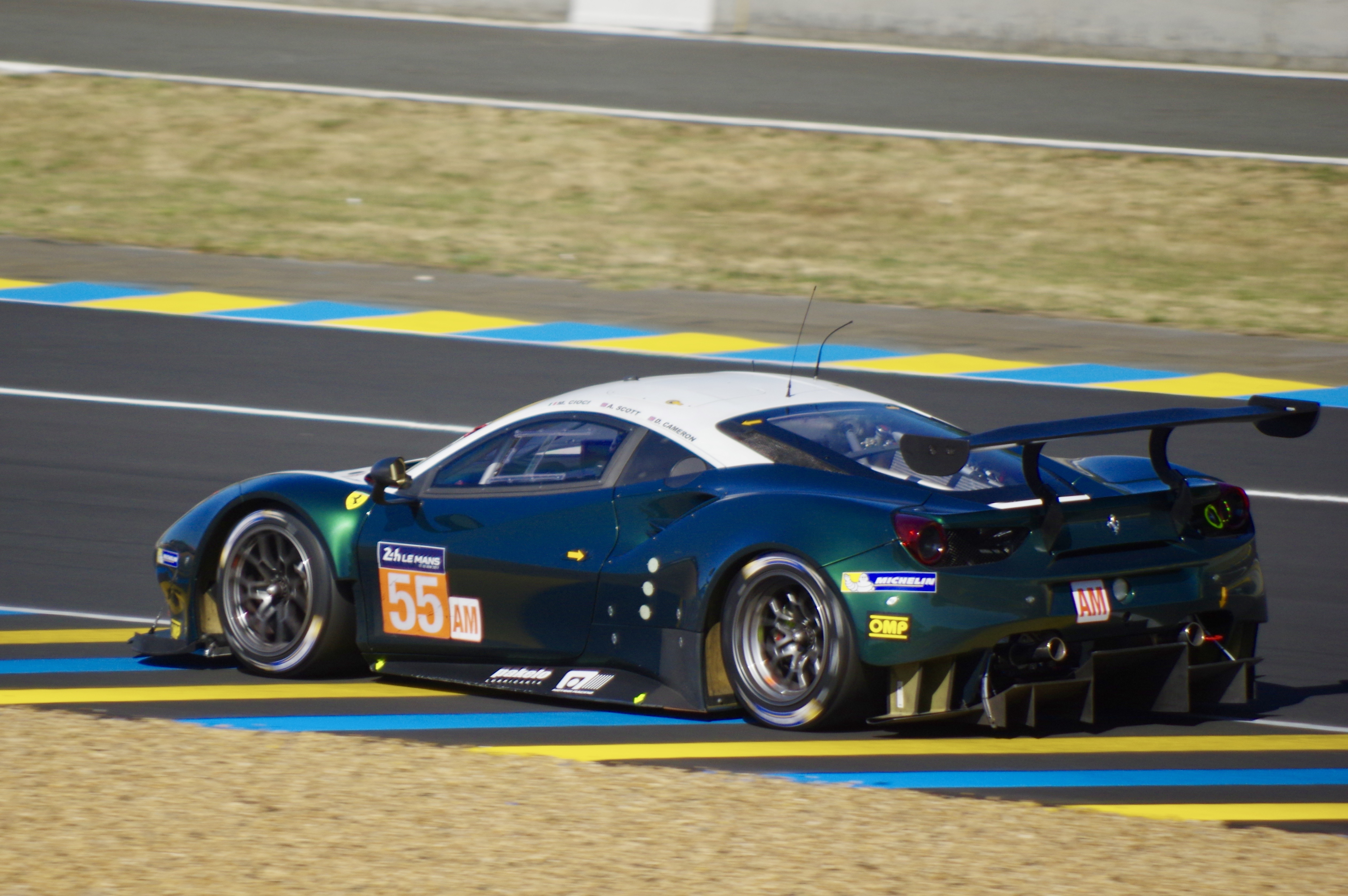
Der Ferrari 488 GTE von Duncan Cameron, Marco Cioci und Aaron Scott beim 24-Stunden-Rennen von Le Mans 2017

Aaron Scott (* 6. März 1979 in Ottershaw) ist ein britischer Autorennfahrer.

## Karriere als Rennfahrer
Aaron Scott begann seine professionelle Fahrerkarriere Ende der 1990er-Jahre in der Formel Ford. Er gewann 1999 die britische Formel-Ford-1600-Meisterschaft und wechselte 2001 in die Formel 3, wo er Zehnter in der nationalen britischen Meisterschaft wurde.
Der Wechsel in den GT-Sport machte ihn zum regelmäßigen Teilnehmer in der britischen GT-Meisterschaft. Parallel zu seinen Einsätzen bei GT-Rennen engagierte er sich im historischen Motorsport und fuhr einen Spice SE86 und einen Porsche 962C in der Group C Racing Championship. Seine beste Platzierung in der Gesamtwertung einer internationalen Rennserie war der dritte Rang in der GTE-Klasse der European Le Mans Series 2015.
2016 gab er auf einem Ferrari 458 Italia GT2 von AF Corse sein Debüt beim 24-Stunden-Rennen von Le Mans, wo der 28. Endrang 2017 sein bisher bestes Ergebnis im Schlussklassement war.

## Statistik

### Le-Mans-Ergebnisse
| Jahr | Team           | Fahrzeug               | Teamkollege    | Teamkollege  | Platzierung | Ausfallgrund  |
| ---- | -------------- | ---------------------- | -------------- | ------------ | ----------- | ------------- |
| 2016 | AF Corse       | Ferrari 458 Italia GT2 | Duncan Cameron | Matt Griffin | Rang 43     |               |
| 2017 | Spirit of Race | Ferrari 488 GTE        | Duncan Cameron | Marco Cioci  | Rang 28     |               |
| 2020 | Spirit of Race | Ferrari 488 GTE Evo    | Duncan Cameron | Matt Griffin | Ausfall     | Reifenschaden |